# Stockholm Open 2002 - Qualificazioni singolare
Le qualificazioni del singolare  dello  Stockholm Open 2002 sono state un torneo di tennis preliminare per accedere alla fase finale della manifestazione. I vincitori dell'ultimo turno sono entrati di diritto nel tabellone principale. In caso di ritiro di uno o più giocatori aventi diritto a questi sono subentrati i lucky loser, ossia i giocatori che hanno perso nell'ultimo turno ma che avevano una classifica più alta rispetto agli altri partecipanti che avevano comunque perso nel turno finale.
Le qualificazioni del torneo Stockholm Open 2002 prevedevano 32 partecipanti di cui 4 sono entrati nel tabellone principale.

## Teste di serie
1. John van Lottum (Qualificato)
2. Andreas Vinciguerra (Qualificato)
3. Takao Suzuki (primo turno)
4. Dennis van Scheppingen (primo turno)

1. Karol Beck (Qualificato)
2. Magnus Larsson (ultimo turno)
3. Kristof Vliegen (primo turno)
4. Axel Pretzsch (primo turno)

## Qualificati
1. John van Lottum
2. Andreas Vinciguerra

1. Karol Beck
2. Joachim Johansson

## Tabellone

### Legenda
| - Q = Qualificato - WC = Wild card - LL = Lucky loser | - ALT = Alternate - SE = Special Exempt - PR = Protected Ranking | - w/o = Walkover - r = Ritirato - d = Squalificato |

### Sezione 1
|  | Primo turno          | Primo turno          | Primo turno      | Primo turno | Primo turno |  |  | Secondo turno | Secondo turno        | Secondo turno        | Secondo turno  | Secondo turno |   |   | Ultimo turno | Ultimo turno    | Ultimo turno | Ultimo turno | Ultimo turno |  |
|  |                      |                      |                  |             |             |  |  |               |                      |                      |                |               |   |   |              |                 |              |              |              |  |
|  | 1                    | John van Lottum      | John van Lottum  | 6           | 7           |  |  |               |                      |                      |                |               |   |   |              |                 |              |              |              |  |
|  |                      | Filip Prpic          | Filip Prpic      | 3           | 64          |  |  | 1             | John van Lottum      | John van Lottum      | 6              | 7             |   |   |              |                 |              |              |              |  |
|  | Bartlomiej Dabrowski | Bartlomiej Dabrowski | 6                | 3           | 7           |  |  |               | Bartlomiej Dabrowski | Bartlomiej Dabrowski | 0              | 64            |   |   |              |                 |              |              |              |  |
|  | Kalle Flygt          | Kalle Flygt          | 4                | 6           | 5           |  |  |               |                      |                      |                |               |   |   | 1            | John van Lottum | 64           | 6            | 6            |  |
|  | Nicklas Timfjord     | Nicklas Timfjord     | Nicklas Timfjord | 6           | 6           |  |  |               |                      | 6                    | Magnus Larsson | 7             | 3 | 2 |              |                 |              |              |              |  |
|  | Victor Hănescu       | Victor Hănescu       | Victor Hănescu   | 2           | 0           |  |  |               | Nicklas Timfjord     | Nicklas Timfjord     | 4              | 4             |   |   |              |                 |              |              |              |  |
|  | 6                    | Magnus Larsson       | Magnus Larsson   | 7           | 6           |  |  | 6             | Magnus Larsson       | Magnus Larsson       | 6              | 6             |   |   |              |                 |              |              |              |  |
|  |                      | Fredrik Loven        | Fredrik Loven    | 5           | 1           |  |  |               |                      |                      |                |               |   |   |              |                 |              |              |              |  |

### Sezione 2
|  | Primo turno      | Primo turno         | Primo turno         | Primo turno | Primo turno |  |  | Secondo turno    | Secondo turno       | Secondo turno       | Secondo turno    | Secondo turno    |    |   | Ultimo turno | Ultimo turno        | Ultimo turno        | Ultimo turno | Ultimo turno |  |
|  |                  |                     |                     |             |             |  |  |                  |                     |                     |                  |                  |    |   |              |                     |                     |              |              |  |
|  | 2                | Andreas Vinciguerra | Andreas Vinciguerra | 7           | 7           |  |  |                  |                     |                     |                  |                  |    |   |              |                     |                     |              |              |  |
|  |                  | Wesley Moodie       | Wesley Moodie       | 62          | 63          |  |  | 2                | Andreas Vinciguerra | Andreas Vinciguerra | 6                | 6                |    |   |              |                     |                     |              |              |  |
|  | Daniel Andersson | Daniel Andersson    | Daniel Andersson    | 6           | 6           |  |  |                  | Daniel Andersson    | Daniel Andersson    | 1                | 3                |    |   |              |                     |                     |              |              |  |
|  | Robert Veres     | Robert Veres        | Robert Veres        | 2           | 2           |  |  |                  |                     |                     |                  |                  |    |   | 2            | Andreas Vinciguerra | Andreas Vinciguerra | 7            | 6            |  |
|  | Wayne Black      | Wayne Black         | 6                   | 2           | 7           |  |  |                  |                     |                     | Johan Settergren | Johan Settergren | 64 | 3 |              |                     |                     |              |              |  |
|  | Neville Godwin   | Neville Godwin      | 3                   | 6           | 62          |  |  | Wayne Black      | Wayne Black         | 6                   | 3                | 65               |    |   |              |                     |                     |              |              |  |
|  |                  | Johan Settergren    | 3                   | 6           | 6           |  |  | Johan Settergren | Johan Settergren    | 4                   | 6                | 7                |    |   |              |                     |                     |              |              |  |
|  | 7                | Kristof Vliegen     | 6                   | 3           | 4           |  |  |                  |                     |                     |                  |                  |    |   |              |                     |                     |              |              |  |

### Sezione 3
|  | Primo turno       | Primo turno       | Primo turno      | Primo turno | Primo turno |  |  | Secondo turno    | Secondo turno    | Secondo turno    | Secondo turno | Secondo turno |   |   | Ultimo turno | Ultimo turno     | Ultimo turno     | Ultimo turno | Ultimo turno |  |
|  |                   |                   |                  |             |             |  |  |                  |                  |                  |               |               |   |   |              |                  |                  |              |              |  |
|  |                   | Henrik Andersson  | 5                | 7           | 6           |  |  |                  |                  |                  |               |               |   |   |              |                  |                  |              |              |  |
|  | 3                 | Takao Suzuki      | 7                | 69          | 3           |  |  | Henrik Andersson | Henrik Andersson | Henrik Andersson | 1             | 5             |   |   |              |                  |                  |              |              |  |
|  | Pierre Berntsson  | Pierre Berntsson  | 4                | 6           | 6           |  |  | Pierre Berntsson | Pierre Berntsson | Pierre Berntsson | 6             | 7             |   |   |              |                  |                  |              |              |  |
|  | Ján Krošlák       | Ján Krošlák       | 6                | 4           | 3           |  |  |                  |                  |                  |               |               |   |   |              | Pierre Berntsson | Pierre Berntsson | 2            | 1            |  |
|  | Peter Wessels     | Peter Wessels     | 6                | 4           | 7           |  |  |                  |                  | 5                | Karol Beck    | Karol Beck    | 6 | 6 |              |                  |                  |              |              |  |
|  | Mattias Hellstrom | Mattias Hellstrom | 4                | 6           | 68          |  |  |                  | Peter Wessels    | Peter Wessels    | 4             | 62            |   |   |              |                  |                  |              |              |  |
|  | 5                 | Karol Beck        | Karol Beck       | 6           | 6           |  |  | 5                | Karol Beck       | Karol Beck       | 6             | 7             |   |   |              |                  |                  |              |              |  |
|  |                   | Marcus Sarstrand  | Marcus Sarstrand | 0           | 2           |  |  |                  |                  |                  |               |               |   |   |              |                  |                  |              |              |  |

### Sezione 4
|  | Primo turno        | Primo turno            | Primo turno            | Primo turno | Primo turno |  |  | Secondo turno     | Secondo turno     | Secondo turno     | Secondo turno     | Secondo turno |   |   | Ultimo turno | Ultimo turno | Ultimo turno | Ultimo turno | Ultimo turno |  |
|  |                    |                        |                        |             |             |  |  |                   |                   |                   |                   |               |   |   |              |              |              |              |              |  |
|  |                    | Edwin Kempes           | Edwin Kempes           | 3           | 6           |  |  |                   |                   |                   |                   |               |   |   |              |              |              |              |              |  |
|  | 4                  | Dennis van Scheppingen | Dennis van Scheppingen | 6           | 4r          |  |  | Edwin Kempes      | Edwin Kempes      | 4                 | 6                 | 6             |   |   |              |              |              |              |              |  |
|  | Jonas Fröberg      | Jonas Fröberg          | Jonas Fröberg          | 6           | 6           |  |  | Jonas Fröberg     | Jonas Fröberg     | 6                 | 1                 | 1             |   |   |              |              |              |              |              |  |
|  | Johan Örtegren     | Johan Örtegren         | Johan Örtegren         | 2           | 2           |  |  |                   |                   |                   |                   |               |   |   | Edwin Kempes | Edwin Kempes | 7            | 64           | 6            |  |
|  | Kim Tiilikainen    | Kim Tiilikainen        | 62                     | 6           | 6           |  |  |                   |                   | Joachim Johansson | Joachim Johansson | 68            | 7 | 7 |              |              |              |              |              |  |
|  | Michael Ryderstedt | Michael Ryderstedt     | 7                      | 3           | 2           |  |  | Kim Tiilikainen   | Kim Tiilikainen   | 6                 | 3                 | 2             |   |   |              |              |              |              |              |  |
|  |                    | Joachim Johansson      | Joachim Johansson      | 6           | 6           |  |  | Joachim Johansson | Joachim Johansson | 3                 | 6                 | 6             |   |   |              |              |              |              |              |  |
|  | 8                  | Axel Pretzsch          | Axel Pretzsch          | 1           | 2           |  |  |                   |                   |                   |                   |               |   |   |              |              |              |              |              |  |